# Acampamento Radical Nacional
O Acampamento Nacional Radical (em polonês: Obóz Narodowo Radykalny, ONR) foi um partido polonês de extrema-direita  anti-semita , anticomunista , e nacionalista, formado em 14 de abril de 1934 da maior parte por os jovens radicais que deixaram o Movimento Narodowa Demokracja (Democracia Nacional) do Stronnictwo Narodowe (Partido Nacional).
O partido foi influenciado pelas idéias do fascismo italiano,  e tentou enfrentar as idéias de totalitarismo com limitado parlamentarismo e pluralismo. Alguns autores não consideram como um movimento político fascista,  enquanto outros sugerem sua ideologia tinha elementos fascistas  ou até mesmo chegaram a considerá-lo como um movimento "nazificado". 